# Swiss Family Robinson (1940)

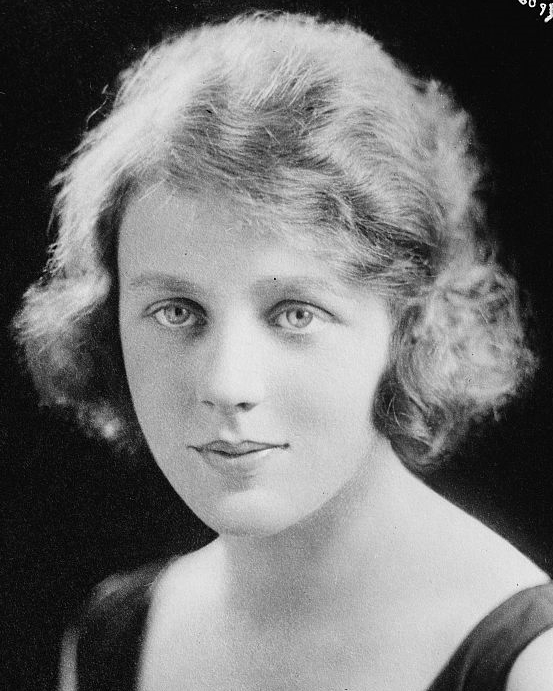
Inglesa de Hove, atriz de teatro, Edna Best teve poucas chances no cinema. Swiss Family Robinson poderia ter-lhe dado maior visibilidade se não tivesse fracassado nas bilheterias. Desiludida, retornou aos palcos e dedicou-se à TV, a partir da década de 1950. Faleceu na Suíça em 1974.

Swiss Family Robinson (Brasil: Robinson Suíço / Portugal: O Novo Robinson) é um filme estadunidense de 1940, do gênero aventura, dirigido por Edward Ludwig e estrelado por Thomas Mitchell e Edna Best. Elogiado pela crítica, o filme é uma produção luxuosa, com excelente elenco, cuja mensagem sobre os males da civilização e progresso, porém, não chegou a sensibilizar o público. Com isso, a RKO Pictures amargou um prejuízo de 180 000 dólares, em valores da época.
O roteiro é baseado no romance homônimo do pastor suíço Johann David Wyss, publicado em 1812. O livro já foi adaptado várias vezes, seja para a tela grande, seja para a pequena.
Os efeitos especiais foram distinguidos pela Academia com uma indicação Oscar.
A narração inicial é feita por Orson Welles, que não recebeu créditos. Este foi seu primeiro trabalho no cinema.
Em 1960, os Estúdios Disney lançaram sua própria versão da história e, supostamente, adquiriram e queimaram todas as cópias existentes do filme.

## Sinopse
Perseguida durante as Guerras Napoleônicas, a família Robinson põe-se ao mar, em busca de vida nova na Austrália. Contudo, o barco afunda durante uma tempestade e todos vão parar em uma ilha deserta. Eles, então, têm de lutar para sobreviver em um ambiente hostil, onde os valores que trazem consigo são postos à prova a cada momento.

## Premiações
| Prêmio | Categoria                | Situação |
| ------ | ------------------------ | -------- |
| Oscar  | Melhores Efeitos Visuais | Indicado |

## Elenco
| Ator/Atriz          | Personagem         |
| ------------------- | ------------------ |
| Thomas Mitchell     | William Robinson   |
| Edna Best           | Elizabeth Robinson |
| Freddie Bartholomew | Jack Robinson      |
| Terry Kilburn       | Ernest Robinson    |
| Tim Holt            | Fritz Robinson     |
| Bobbie Quillan      | Francis Robinson   |
| Christian Rub       | Thoren             |
| John Wray           | Ramsey             |
| Herbert Rawlinson   | Capitão            |